# Sousbach
Der Sousbach ist ein etwa 9 Kilometer langer Bach, der aus dem Soustal ins Lauterbrunnental im Berner Oberland fliesst und dort von links in die Weisse Lütschine mündet.

## Geographie

### Verlauf
Der Sousbach entsteht auf etwa 2450 m ü. M. bei Hüenderegg am Fusse des Schilthorns. 
Von dort fliesst er in nordöstlicher Richtung durch Türliboden, wobei ihm mehrere kleine Nebenbäche zufliessen. Kurz nach Oberberg (1990 m ü. M.) geht es steil hinunter, worauf in einer Höhe von 1800 m ü. M. der Strycher ihm von links zufliesst. Die beiden Bäche laufen nur etwa 300 m voneinander entfernt beinahe parallel über eine Distanz von etwa 2 km, wobei sie jedoch auch ein etwa 100 m hoher Bergrücken trennt. Auf einer Höhe von etwa 1700 m ü. M. eilt der Chantbach ihm von links zu. Kurz darauf läuft der Sousbach weiter in waldiges Gebiet. Auf einer Höhe von etwa 1200 m ü. M. nimmt er seinen letzten grösseren Nebenbach, den Sulsbach von links auf. Ab hier ändert der Bach seine Richtung stärker Richtung Osten und kommt dabei ins Lauterbrunnental. 
Der letzte Abschnitt des Bachs bleibt steil; er überwindet bis Sandweidli auf einer Strecke von etwa 1,3 km eine Höhendifferenz von knapp 500 m. Dort mündet er schließlich auf einer Höhe von 708 m ü. M.  von links in die aus den Süden kommende Weisse Lütschine. 
Sein etwa 8,9 km langer Lauf endet circa 1742 Höhenmeter unterhalb seiner Quelle, er hat somit ein mittleres Sohlgefälle von ungefähr 20 %.

### Einzugsgebiet
Das Einzugsgebiet des Sousbachs hat eine Grösse von etwas über 20 km². Das Schilthorn ist der höchste Punkt im Einzugsgebiet und erreicht eine Höhe von 2970 m ü. M. Die mittlere Höhe des Einzugsgebietes beträgt 2117 m ü. M., die minimale Höhe liegt bei 707 m ü. M.
Das gesamte Einzugsgebiet des Bachs ist nur sehr spärlich besiedelt.
Es besteht zu 12,6 % aus bestockter Fläche, zu 41,2 % aus Landwirtschaftsfläche, zu 0,4 % aus Siedlungsfläche, zu 0,5 % aus Gletscher/Firn, zu 0,8 % aus Gewässerfläche und zu 44,5 % aus unproduktiven Flächen.

### Zuflüsse
Zuflüsse von der Quelle zur Mündung mit Name, orographische Richtungsangabe, Länge in Kilometer, Einzugsgebiet in km², Mündungsort, Mündungshöhe. Die Namen der Bäche stammen aus dem WebGIS des Kantons Bern, die Daten teilweise noch aus swisstopo.
- Hiendereggbach (links), 0,7 km
- Schlächtimattengraben I (rechts), 0,3 km
- Schlächtimattengraben III (rechts), 0,5 km
- Schlächtimattengraben IV (rechts), 0,2 km
- Tirlibodenbächli I (links), 0,4 km
- Schlächtimattengraben V (rechts), 0,4 km
- Altslägergraben II (rechts), 0,2 km
- Morgeweidgraben I (rechts), 0,2 km
- Morgeweidgraben II (rechts), 0,2 km
- Strycher (links), 3,6 km, 3,04 km²
- Spitalbächli (rechts), 0,4 km
- Färrichwaldbächli (links), 0,3 km
- Scheenbielgräbli (rechts), 0,3 km
- Chantbach (links), 2,8 km, 1,84 km²
- Inners Steckgräbli (links), 0,2 km
- Ussers Steckgräbli (links), 0,4 km
- Steinleuibach (rechts), 0,3 km (mit Usser Steinleuibach 0,5 km)
- Bletschenbächli (links), 0,2 km
- Standbächli (rechts) 0,4 km
- Inners Luserenbächli (rechts), 0,4 km
- Luserenbächli (rechts), 0,3 km
- Stapfbächli (links), 0,2 km
- Milibächli (rechts), 0,2 km
- Alpiglenschopfbächli (rechts), 0,3 km
- Ischflüöbächli (rechts), 0,1 km
- Schueriberggräbli (links), 0,2 km
- Gribligfluebächli (rechts), 0,3 km
- Leidrichgraben (rechts), 0,5 km
- Becklifurengräbli (rechts), 0,5 km
- Brichbächli (links), 0,6 km
- Geissgraben (rechts), 0,3 km
- Treichrichgraben (links), 0,5 km
- Sulsbach (links), 3,9 km, 3,64 km²
- Hacketegräbli (rechts), 0,2 km
- Senggigräbli (links), 0,2 km
- Ds Wässerli (links), 0,3 km

## Hydrologie
An der Mündung des Sousbachs in die Weisse Lütschine beträgt seine modellierte mittlere Abflussmenge (MQ) 1.130 l/s. Sein Abflussregimetyp ist nival alpin und seine Abflussvariabilität beträgt 18.